# Державний переворот у Туреччині (1980)
Державний переворот 1980 року (тур. 12 Eylül Darbesi) — переворот, проведений головою генерального штабу генералом Кенаном Евреном. Став третім переворотом в історії республіки, після переворотів 1960 і 1971 років.
1970-ті роки були відзначені збройними конфліктами між правими і лівими, і опосередкованою війною між СРСР і США. Щоб створити привід для вирішального втручання, турецькі військові дозволили конфліктам набрати обертів, розгорітися, з деякими ремарками, військові використовували стратегію формування громадської думки. Згодом хвиля насильства була різко зупинена,тому більшість вітала переворот, вбачаючи в ньому відновлення порядку.
Наступні три роки до відновлення демократії турецькі збройні сили керували країною за допомогою Ради національної безпеки.
В результаті перевороту було арештовано 500 тисяч чоловік, 50 чоловік були страчені.
Всього в «чорні списки» внесли 1 мільйон 683 тисячі осіб, 30 тисяч стали політичними біженцями. Були заборонені 23 677 громадських об'єднань, в першу чергу комуністичні, ліві та курдські організації, а також усі партії і профспілки. Перед судом постали 400 журналістів, засуджених в загальній складності до 3315 з половиною років тюремного ув'язнення[джерело?].

## Передумови
У 1975 році Бюлент Еджевіт, голова соціал-демократичної Республіканської народної партії змінив на посту прем'єр-міністра голови консервативної Партії справедливості (тур. Adalet Partisi, AP) Сулеймана Деміреля. Він утворив коаліцію з Націоналістичним фронтом (тур. Milliyetçi Cephe), фундаменталістської Партією національного добробуту (тур. Millî Selamet Partisi, MSP) Неджметтіна Ербакана і праворадикальної націоналістичної Партією національного дії (тур. Milliyetçi Hareket Partisi, MHP) Алпарслана Тюркеша. MHP скористалася можливістю, щоб просочитися в державні служби безпеки, що серйозно ускладнило війну, яка тліла між угрупованнями.
На виборах 1977 року не було переможців. Спочатку Демірель продовжив підтримувати коаліцію з Національним фронтом. Але в 1978 році Эджевіт зміг знову прийти до влади за допомогою депутатів, які перейшли від однієї партії до іншої. У 1979 Демірель знову зайняв пост прем'єр-міністра. До кінця 1970-х років Туреччина опинилася в нестабільній ситуації: невирішені соціальні та економічні проблеми породили акції страйків і партійний параліч політики (за шість місяців, що передують перевороту великі національні збори Туреччини не зміг обрати президента). Існуюча з 1968—1969 років пропорційна виборча система робила складним створення парламентської більшості. Інтереси великих промисловців, яким належали найбільші холдинги в країні зіткнулися з інтересами інших соціальних класів, таких як дрібні промисловці, торговці, сільська знати, поміщики (причому інтереси цих груп також не завжди збігалися між собою). Численні реформи промисловості і сільського господарства, проведення яких вимагали середні класи блокувалися іншими. З цього часу здавалося, що політики не можуть протистояти наростаючій хвилі насильства в країні.
В кінці 1970-х років у Туреччині вибухнула небувала хвиля політичного насильства. Загальна чисельність загиблих в 1970-х оцінюється в 5 тисяч, щодня відбувалося близько десятка вбивств. Більшість членів політичних організацій лівого і правого спрямування виявилося залученими в запеклі сутички. Ультранаціоналістична організація «Сірі вовки» — молодіжна організація МНР заявила, що вони підтримують сили безпеки. Згідно з даними британського журналу Searchlight magazine в 1978 році націоналісти провели 3319 нападів, в результаті яких 831 чоловік був убитий а 3121 отримали поранення. У ході судового процесу, що проводився Військовим судом Анкари проти організації Devrimci Yol (Революційний шлях) захисники перерахували 5388 політичних вбивств, що передували військовому перевороту. Серед жертв було 1296 правих і 2109 лівих. Політичну приналежність решти загиблих ясно визначити не вдалося. Найбільший розголос отримала Бійня на площі Таксим (35 жертв), Бахчелієвлерська різанина (1977), різанина в Кахраманмараш (1978) (100 жертв). В ході різанини в Кахраманмараш в грудні 1978 року, в 14-ти провінціях (пізніше — в 67) було оголошено воєнний стан. Безпосередньо перед переворотом воєнний стан було оголошено у 20 провінціях.
У червні 1979 року Еджевіт отримав попередження про насування перевороту від Нурі Гюндеша з Національної розвідувальної організації (MIT). Еджевіт поінформував міністра внутрішніх справ Ірфана Озайдинли, а той у свою чергу поінформував Седата Джеласуна — одного з п'яти генералів, які пізніше очолили переворот. В результаті помічник заступника голови MIT Ніхат Йилдиз був понижений на посаді до консула в Лондоні і був заміщений своїм першим заступником.

## Переворот
11 вересня 1979 року генерал Кенан Еврен надіслав генералу Хайдару Салтику рапорт з питанням, чи варто проводити переворот, або ж уряд лише потребує серйозного попередження. Сама доповідь, в якій рекомендувалося підготувати переворот, була складена за півроку до нього і захована в сейфі кабінету Еврена. Сам Еврен заявляв, що крім Салтика тільки Нуреддін Єрсин був посвячений у деталі майбутнього перевороту. Стверджувалося, що це була пастка з боку Еврена, з метою прозондувати політичний спектр, оскільки Салтик був близький до лівих, а Єрсин — до правих. Таким чином негативна реакція на переворот з боку політичних організацій була попереджена.
21 грудня 1980 року генерали з Військової академії зібралися для обговорення плану дій. Приводом для перевороту послужила необхідність покласти край соціальним конфліктам 1970-х і політичній нестабільності. Генерали вирішили направити меморандум партійним лідерам Сулейману Демірелю і Бюленту Еджевіту через президента Фахрі Корутюрка. 1 січня 1980 року начальник генштабу ЗС Туреччини генерал Кенан Еврен, командувачі родами військ і жандармерією відвідали президента Ф. Корутюрка та вручили йому письмовий меморандум, в якому містився заклик до «всіх конституційних організацій досягти єдності, солідарності та взаємної підтримки, з тим, щоб врятувати країну від усіх небезпек і вивести її з глухого кута, в якому вона знаходиться». Говорилося, що якщо конституційні органи не виконають викладених в документі вимог, то «армія виконає свій обов'язок з охорони та опіки республіки». Партійні лідери отримали лист тижнем пізніше.
У другій доповіді, зробленій у березні 1980 року, рекомендувалося вжити переворот без зволікання, інакше здогадливі нижчі офіцери могли спокуситися перспективою «взяти справу у власні руки». Еврен зробив тільки одну невелику поправку до плану Салтика, під назвою «Bayrak Harekâtı» (Операція «Прапор»).
Переворот планувалося здійснити 11 липня 1980 року, але він був відкладений після відмови 2 липня у вотум довіри уряду Деміреля. Верховна військова рада (тур. Yüksek Askeri Şura), яка зібралася 26 серпня запропонував датою проведення перевороту 12 вересня.
7 вересня 1980 Еврен і четверо вищих командирів (Нуреддін Ерсин, головком сухопутних військ, Неят Тюмер, головком ВМС, Тансин Шахинкая, головком ВВС, Седат Джеласун, голова жандармерії) прийшли до рішення змістити цивільний уряд. 12 вересня Рада національної безпеки, очолювана Евреном, оголосила по національному телеканалу про державний переворот. РНБ розширила воєнний стан у межах всієї країни, скасувала Парламент і уряд, тимчасово призупинила дію Конституції й заборонила всі політичні партії та профспілки. Вони проголосили переворот в дусі кемалистських традицій: державного секуляризму та об'єднання нації, чим вже виправдовувалися попередні перевороти, і представили себе як противники комунізму, фашизму, сепаратизму й сектантства.

## Економіка
Один з найбільш яскравих ефектів перевороту проявився в економіці. Перед переворотом економіка була на межі колапсу, гроші знецінилися на три порядки, було повномасштабне безробіття та хронічний дефіцит іноземної торгівлі. Економічні реформи періоду 1980—1983 були довірені Тургут Озалу, який був головним відповідальним за економічну політику, що проводилася адміністрацією Деміреля з 24 січня 1980. Озал підтримував міжнародний валютний фонд і змусив піти у відставку директора Центрального банку Ісмаїла Айдиноглу, який протистояв цьому.
Стратегічною метою стало інтегрувати Туреччину в світову економіку з підтримкою великого бізнесу і дати турецьким компаніям можливість просувати у світі свої товари і послуги. Через місяць після перевороту в лондонському International Banking Review було написано: «Явне почуття надії серед міжнародних банкірів, що турецький військовий переворот може відкрити шлях для більшої політичної стабільності як необхідної передумови для пожвавлення турецької економіки». В ході 1980—1983 років курс іноземних валют залишався вільним. Заохочувалися іноземні інвестиції. Здійснювалося сприяння національним компаніям, створення яких почалося з реформами Ататюрка в утворенні спільних підприємств з іноземними компаніями. До перевороту урядовий рівень втручання в економіку становив 85 %, це породило зниження відносної важливості державного сектора економіки. Незабаром після перевороту Туреччина оживила проект будівництва греблі Ататюрка і план розвитку південно-східної Анатолії (проект земельної реформи, знімає питання про нерозвиненість південно-східної Анатолії). Проекти перетворилися в багаторівневу програму сталого соціального та економічного розвитку регіону з населенням у 9 млн осіб. Закрита раніше економіка Туреччини, яка забезпечувала лише потреби країни, отримала субсидії для енергійного підвищення експорту.
Різке зростання економіки в ході даного періоду однак було пов'язане з попереднім рівнем економічного розвитку. Тому валовий внутрішній продукт залишався нижче, ніж у більшості близькосхідних та європейських країн. Реформи породили такі непередбачувані результати як заморожування заробітної плати, істотне зменшення громадського сектора, політику дефляції і кілька успішних невеликих девальвацій.

## Судові процеси
Після перевороту члени лівих і правих рухів потрапили під військові суди. За дуже невеликий час було репресовано близько 250—650 тис. осіб. Серед заарештованих 230 тис. були засуджені, 14 тис. позбавлені громадянства і 50 осіб були страчені. До того ж тисячі людей зазнали тортур, тисячі досі вважаються зниклими безвісти. В «чорні списки» потрапило більш ніж 1 683 000 осіб. Крім бійців, убитих в перестрілках, принаймні четверо ув'язнених були негайно страчені відразу після перевороту, це були перші страти після 1972 року. У лютому 1982 року 198 ув'язнених були засуджені до смертної кари. Єджевіт, Демірель, Тюркеш і Ербакан зазнали переслідувань, ув'язнення й були тимчасово відсторонені від політики.
Однією з помітних жертв повішення став комуністичний бойовик, ймовірно, 17-річний Ердал Ерен, який сказав, що чекав цього дня, щоб не думати про тортури, свідком яких він був. За офіційними даними, він народився у 1961 році. Його звинуватили у вбивстві турецького солдата. Кенан Еврен сказав: «Тепер, коли я його зловлю, я віддам його під суд, а потім не страчу, а буду піклуватися про нього все життя. Я буду годувати цього зрадника, який підняв зброю на цих солдатів, які роками проливали свою кров за цю Батьківщину. Ви згодні на це?!»
Після посилення активності Сірих вовків генерал Кенан Еврен кинув у в'язниці сотні членів цієї організації. До того часу в Туреччині було близько 1700 організацій Сірих вовків з 200 тисячами зареєстрованих членів і мільйон симпатизують їм. В обвинувальному акті проти MHP від травня 1981 року турецький військовий уряд звинуватив 220 членів МНР та її прихильників у 694 вбивствах. Еврен і його прихильники зрозуміли, що харизматичний Тюркеш зможе перехопити у них контроль над Сірими вовками, маючи напів військову організацію. В ході перевороту і звинувачення полковника Тюркеша турецька преса викрила близькі зв'язки MHP і сил безпеки, як і організовану злочинну діяльність при торгівлі наркотиками, доходи від якої йшли на фінансування постачання зброї і діяльність найманих мобільних командос по всій країні.

## Конституція
Протягом трьох років організатори перевороту випустили близько 800 законів для формування суспільства, керованого військовими. Вони були переконані в непрацездатності існуючої Конституції, тому вирішили прийняти нову конституцію, що включає механізми, які б запобігали тому, що, на їх погляд, ускладнювало б діяльність демократії. 29 червня 1981 військова хунта призначила 160 осіб у члени консультативної ради для складання нової конституції. Нова конституція провела чіткі межі і визначення, такі як правила обрання президента, які, як було вирішено, і стали фактором виникнення перевороту.
7 листопада 1982 нова конституція була винесена на референдум, де і була схвалена 92 % голосів. 9 листопада 1982 Кенан Еврен був призначений на посаду президента на наступні 7 років.

## Післямова
Після того, як нова Конституція отримала схвалення на референдумі в червні 1982 року, Кенан Еврен організував нові вибори, що пройшли 6 листопада 1982 року. Така передача демократії критикувалася турецьким вченим Єргуном Озбудуном як «наочний випадок» диктату хунти умов її відходу зі сцени.
Референдум і вибори не проходили в умовах свободи і суперництва. Велике число політичних лідерів ери до перевороту (включаючи Сулеймана Деміреля, Бюлента Эджевита, Алпарслана Тюркеша і Nežmetdina Ербакана) були відсторонені від участі в політиці, всі нові партії повинні були отримати схвалення Ради національної безпеки згідно з правилами участі у виборах. Тільки три партії, дві з яких фактично були створені хунтою, були допущені до участі у виборах.
Генеральним секретарем Ради національної безпеки був генерал Хайдар Салтик. Він і Еврен виступали в ролі сильних фігур режиму, уряд очолив відставний адмірал Бюлент Улусу, до складу уряду входили кілька офіцерів у відставці і кілька громадських помічників. Деякі в Туреччині стверджують, що генерал Салтик готував більш радикальний ультраправий переворот, що стало однією з причин змусили генералів до дії, зважаючи на їх повагу до субординації. Потім його включили в раду, щоб нейтралізувати.
Однією з партій, що брали участь у виборах 1983 року стала Партія Вітчизни під керівництвом Тургута Озала. Вона поєднувала неоліберальну економічну програму з консервативними соціальними цінностями.
Йилдирим Акбулат став головою Парламенту. У 1991 р. йому на зміну прийшов Месут Йилмаз. У 1983 Сулейман Демірель заснував правоцентристську Партію чесного шляху і після референдуму 1987 року повернувся до активної участі в політиці.
Йилмаз зміцнив контури економіки Туреччини, перетворюючи міста, такі як Газіантеп, з невеликих провінційних райцентрів в середньо розмірні міста економічного підйому і відродив орієнтацію на Європу. Але політична нестабільність, що послідувала за поверненням в політику багатьох  відсторонених від неї лідерів, розтрощила електорат, і Партія Батьківщини стала все більш корумпованою. Озель, змінив Еврена на посаді президента Туреччини помер від серцевого нападу в 1993 і президентом був обраний Сулейман Демірель.
Уряд Озала дав можливість поліцейським силам, у яких були можливості проводити розвідувальну діяльність, протистояти Національній розвідувальній організації, яка до того часу керувалася військовими. Розвідка поліції навіть увійшла до складу організацій, які здійснюють зовнішню розвідку.

## Твердження щодо участі США
За винятком кількох сумнівних анекдотів, немає жодних доказів причетності Америки до перевороту. Стверджувалося, що причетність нібито була підтверджена резидентом ЦРУ в Анкарі Полом Хензем. Після повалення уряду Хенз зв'язався з Вашингтоном, нібито заявивши: «Наші хлопчики [в Анкарі] зробили це». Це породило враження, що США стояли за переворотом. Хенз відкинув ці вигадки в інтерв'ю турецькому відділенню CNN Türk's Manşet від червня 2003 року, але через два дні Мехмед Алі Биранд представив запис інтерв'ю від 1997 року, згідно з яким дипломат, а не Хенз, повідомив президента, сказавши: «Хлопці в Анкарі зробили це». Деякі турецькі джерела ЗМІ повідомили про це як «Хенз дійсно сказав, що наші хлопці це зробили», а інші просто назвали цю заяву міською легендою.
Сам Державний департамент США оголосив про переворот у ніч з 11 на 12 вересня: військові подзвонили в посольство США в Анкарі, щоб попередити їх про переворот за годину до його початку. На своїй прес-конференції, що відбулася після повалення уряду, та під час допиту прокурором у 2011 році Генерал Кенан Еврен заявив, що «США не знали заздалегідь про переворот, але ми повідомили їх про переворот за 2 години, тому що наші солдати збіглися з американською спільнотою JUSMAT, яка знаходиться в Анкарі».
Тахсін Шахінкая — тодішній генерал, відповідальний за ВПС Туреччини, який, як кажуть, поїхав до Сполучених Штатів перед переворотом, сказав, що генерал армії США не був інформований про майбутній переворот, і, як генерал був здивований тим, що був непроінформований про переворот після повалення уряду.

## В культурі
Переворот критикували у багатьох турецьких фільмах, серіалах і піснях, створених після 1980 року.

### Фільми
- 1986 — Sen Türkülerini Söyle (Шериф Герен)
- 1986 — Dikenli Yol (Zeki Alasya)
- 1986 — Prenses (Сінан Четин)
- 1986 — Ses (Зекі Октен)
- 1987 — Av Zamanı (Ерден Кірал)
- 1987 — Kara Sevdalı Bulut (Muammer Özer)
- 1988 — Sis (Зюльфю Ліванелі)
- 1988 — Kimlik (Melih Gülgen)
- 1989 — Bütün Kapılar Kapalıydı (Мемдух Ун)
- 1989 — Uçurtmayı Vurmasınlar (Тунч Башаран)
- 1990 — Bekle Dedim Gölgeye (Атиф Їлмаз)
- 1991 — Uzlaşma (Oğuzhan Tercan)
- 1994 — Babam Askerde (Хандан Іпекчі)
- 1995 — 80. Adım (Tomris Giritlioğlu)
- 1998 — Gülün Bittiği Yer (ісмаїл Гюнеш)
- 1999 — Eylül Fırtınası (Атиф Їлмаз)
- 2000 — Coup/Darbe — A Documentary History of the Turkish Military Interventions (Documentary, Elif Savaş Felsen)
- 2004 — Vizontele Tuuba (Їлмаз Ердоган)
- 2005 — Мій батько та мій син (Чаган Ирмак)
- 2006 — Beynelmilel (Сирри Сюрейя Ондер)
- 2006 — Eve Dönüş (Омер Угур)
- 2007 — Zincirbozan (Атил Інач)
- 2008 — O… Çocukları (Мурат Сарачоглу)

### Телесеріали
- 2004 — Çemberimde Gül Oya
- 2007 — Hatırla Sevgili
- 2009 — Bu Kalp Seni Unutur Mu?

### Музика
- Джем Караджа (1992), MaNga (2006), Ayben (2008), 'Raptiye Pop, Rap' (1992)
- Фікрет Кызылок 'Demirbaş' (1995)
- Grup Yorum: Büyü — (Composed in memory of Erdal Eren)
- Hasan Mutlucan, 'Yine de Şahlanıyor'
- Mor ve Ötesi, 'Darbe' (2006)
- Ozan Arif, Yaşıyor Kenan Paşa
- Ozan Arif, 'Seksenciler'
- Ozan Arif, 'Muhasebe'(12 Eylül)
- Ozan Arif, Bir It Vardı
- Sexen, A. D. September 12th Listen
- Sexen, Censored Inc. (Album, 2009) Listen
- Сезен Аксу, 'Son Bakış' (1989)
- Suavi 'Eylül' (1996)
- Теоман і Явуз Бингель, 'Iki Çocuk' (2006)
- Оздемір Ердоган, 'Gurbet Türküsü'